# Jane Porter
Jane Porter (in seguito Jane Clayton o Lady Greystoke) è un personaggio immaginario nella serie di romanzi di Tarzan di Edgar Rice Burroughs e negli adattamenti della saga ad altri media, in particolare al cinema. Jane, un'americana di Baltimora, nel Maryland, è la figlia del professor Archimede Q. Porter. Diventa l'interesse amoroso e in seguito la moglie di Tarzan, e successivamente la madre del loro figlio Korak. Si sviluppa nel corso della serie da una convenzionale damigella in pericolo, che deve essere salvata da vari pericoli, a un'avventuriera istruita, competente e capace a pieno titolo, pienamente in grado di difendersi e sopravvivere da sola nelle giungle africane.

## Nei romanzi
Nel ciclo di storie di Edgar Rice Burroughs, Jane Porter appare in:
1. Tarzan delle Scimmie (1912)
2. Il ritorno di Tarzan (1913)
3. Il figlio di Tarzan (1914)
4. Tarzan e i gioielli di Opar (1916)
5. I racconti della giungla di Tarzan (1919)
6. Tarzan l'indomabile (1920)
7. Tarzan il terribile (Tarzan il Terribile, 1921)
8. Tarzan e il leone d'oro (1922, 1923)
9. Tarzan e gli uomini formica (1924)
10. Tarzan's Quest (1935, 1936) mai tradotto
11. Tarzan il Magnifico (1939) mai tradotto

## Altri media

### Film
I primi film di Tarzan ritraevano Jane Porter e (occasionalmente) suo padre fedelmente alla rappresentazione nei romanzi. Il film sonoro del 1932 Tarzan l'uomo scimmia e i suoi sequel cambiarono il nome del personaggio in Jane Parker, ritraendola come inglese piuttosto che americana e rendendo lei e Tarzan i genitori adottivi di un orfano che chiamarono "Boy". Inoltre, il nome del padre di Jane nel primo film è James Parker. I remake del 1959 e del 1981 hanno ripreso questo ritratto e quello di suo padre. Maureen O'Sullivan, che ha interpretato Jane Parker al fianco di Johnny Weissmuller nel film del 1932 e nei suoi primi sequel, è stata la Jane sullo schermo più famosa. Nei film di Tarzan più recenti, a partire da Greystoke - La leggenda di Tarzan, il signore delle scimmie (1984), il personaggio è ancora una volta Jane Porter e suo padre Archimede Q. Porter, ed entrambi ancora una volta americani (con l'eccezione del film d'animazione Disney Tarzan, che ancora una volta rappresenta entrambi come inglesi).
L'ultima (attuale) apparizione cinematografica di Jane Porter è in The Legend of Tarzan (2016), dove è interpretata dall'attrice australiana Margot Robbie.

### Televisione
Il personaggio di Jane è apparso sporadicamente nelle sette (finora) serie televisive con Tarzan, occasionalmente in rappresentazioni insolite quando appare.
È stata completamente omessa nella serie televisiva della NBC, Tarzan (1966-1968).
Nel film per la TV Tarzan a Manhattan (1989) il personaggio è stato reinventato come una tassista di New York, interpretata da Kim Crosby, e nella serie franco-canadese-messicana Tarzán (1991-94) come ecologista francese, interpretata da Lydie Denier.
Jane era di nuovo assente da Tarzan: The Epic Adventures (1996-1997), anche se Lydie Denier è tornata nel ruolo di Olga de Coude; Jane stessa doveva apparire nella seconda stagione non prodotta, con Julie St. Claire nel ruolo.
Olivia d'Abo ha doppiato Jane nella serie animata Disney La leggenda di Tarzan (2000-2003), un seguito del film d'animazione Disney Tarzan e del suo sequel direct-to-video Tarzan & Jane (2002).
Nella serie Netflix CGI 2017 Tarzan e Jane, Jane Porter è un'adolescente di grande città che diventa amica di un Tarzan adolescente.

### Versione Disney
Jane Porter è la protagonista del film d'animazione Disney Tarzan e della serie televisiva animata spin-off La leggenda di Tarzan.
Figlia di Archimedes Q. Porter, è una giovane donna (la sua età è stimata a 20 anni) della Londra vittoriana che viaggia con il padre e la loro guardia del corpo Clayton in Africa, dove intendono studiare i gorilla. È la prima del gruppo a incontrare Tarzan e diventa il suo interesse amoroso. E' ritratta come una signorina bella, intelligente, grintosa, gentile e piuttosto loquace, con una predilezione per gli animali e l'arte, dimostrandosi abbastanza audace da avventurarsi nella giungla per disegnare la fauna selvatica. Per la caratterizzazione di Jane Porter nel film, le studiose di primati Jane Goodall e Dian Fossey furono fonti di ispirazione, mentre gli animatori si sono basati sulle espressioni facciali dell'attrice Minnie Driver, doppiatrice del personaggio. Un tempo Jane Porter era un membro del franchise Principesse Disney.
Alla sua prima apparizione, Jane viene accidentalmente separata dal suo gruppo e inseguita da un branco di babbuini, finché Tarzan non la salva per pura curiosità. Quando si rende conto che sono simili, Tarzan riconduce Jane al suo accampamento, dove Porter e Clayton si interessano entrambi a lui (il primo in termini di progresso scientifico, mentre il secondo spera che li guidi ai gorilla). I tre gli insegnano a parlare l'inglese e gli raccontano com'è il mondo umano, mentre Tarzan e Jane iniziano ad innamorarsi.
Quando la nave degli esploratori è sul punto di riportarli in Inghilterra, Clayton convince Tarzan che Jane rimarrà con lui se li condurrà dai gorilla nonostante il rifiuto di Kerchak, con i Porter entusiasti di socializzare con i gorilla. In procinto di salire a bordo della nave con Jane e Porter il giorno successivo, cadono in un'imboscata da parte di Clayton e della sua banda di bracconieri. Clayton rivela il suo piano di catturare e vendere i gorilla mentre fa rinchiudere Tarzan, Jane e Porter nella stiva. Dopo essere stati liberati da Tantor e Terk, Tarzan ritorna nella giungla e raduna gli animali per aiutare i gorilla e spaventare gli scagnozzi di Clayton. Però, alla fine del conflitto, sia Clayton che Kerchak muoiono.
Il giorno successivo, Porter e Jane si preparano a partire con la nave, mentre Tarzan resta con i gorilla. Mentre la barca a remi della nave lascia la riva, Porter incoraggia sua figlia a restare con l'uomo che ama, e Jane salta in mare, seguito subito da suo padre. Jane e il padre si riuniscono con Tarzan e la sua famiglia e iniziano la loro vita insieme.